# Turó d'Arenys
El Turó d'Arenys és una muntanya de 1.116 metres que es troba al municipi d'Arbúcies, a la comarca de la Selva.